# Max Fiedler
Max Fiedler (Zittau, 21 de diciembre de 1859 – Estocolmo, 1 de diciembre de 1939) fue un director de orquesta, compositor y pianista alemán que destacó especialmente como intérprete de Johannes Brahms.

## Vida
Fiedler nació en 1859 en la localidad sajona de Zittau. En 1877 ingresó en el Conservatorio de Leipzig, donde el director, Carl Reinecke, era su profesor de piano. Se graduó en 1882 con honores excepcionales junto a su amigo y colega Karl Muck. También estudió composición y participó activamente en la vida musical de la ciudad, desarrollando una estrecha relación con Julius Spengel, amigo de Brahms. 

## Carrera
En 1904 fue nombrado director de la Orquesta Filarmónica de Hamburgo. A partir de 1898 Fiedler estuvo activo en el extranjero como director invitado, actuando en Rusia, donde fue comparado con Artur Nikisch y Felix Weingartner, Madrid (1899), París (1901), Turín (1904), Roma (1906, 1908) y Londres (1907, 1908). A lo largo de este período desarrolló una reputación como un importante intérprete de la música de Brahms, así como un director con "completo dominio" de la orquesta. En 1908 la dejó la Filarmónica de Hamburgo para viajar a Estados Unidos donde dirigió la Orquesta Sinfónica de Boston por recomendación de su amigo Karl Muck. Después regresó a Alemania, para dirigir en Essen hasta 1933. 
En Essen, Fiedler consolidó su reputación como figura importante de la vida musical alemana, dirigiendo un amplio repertorio que incluía a compositores contemporáneos como Walter Braunfels, Karol Szymanowski y Arthur Honegger, además de organizar cada año un festival dedicado a un compositor importante. Además, dirigió ocasionalmente la Filarmónica de Berlín y desde 1927 fue codirector de la Essen Folkwangschule. En 1929 se casó por segunda vez y en 1934 abandonó su puesto en Essen, regresando a Berlín donde dirigió la Orquesta de la Radio de Berlín, así como la de Hamburgo. Durante 1939 hizo una serie de apariciones de despedida en Berlín y Essen, y hacia finales de año enfermó mortalmente, muriendo en Estocolmo, apenas unas semanas antes de cumplir ochenta años. Entre sus obras hay una sinfonía, una obertura, un quinteto para piano, un cuarteto de cuerda, y piezas para piano y canciones.